# Сафаралиева, Гуландом
Гуландом Сафаралиева (тадж. Гуландом Сафаралиева; род. 25 июня 1946, Кулябский район, Таджикская ССР, СССР) — советская и таджикская актриса театра и кино, артистка Таджикского академического театра им. А. Лахути, народная артистка Республики Таджикистан (1998).

## Биография
Родилась 25 июня 1946 года в селе Дошманди, Кулябский район, Таджикская ССР, СССР. В 1964 году окончила Душанбинское музыкальное училище.
Спустя некоторое время после окончания обучения она была принята в труппу Таджикского академического театра им. А. Лахути, артисткой которого является и по сей день. В её репертуар входят более семидесяти постоянных драматических, трагических и комедийных ролей, в том числе в пьесах «Маленькие трагедии», «Слуга двух господ», «Эзоп», «Гамлет», «Король Лир», «Царь Эдип» и других. За вклад в развитие искусства в 1989 году ей было присвоено звание заслуженной артистки Таджикской ССР, а в 1998 году — народной артистки Республики Таджикистан.
Кроме того, актриса известна по нескольким ролям в кино, включая роли в фильмах «Мирное время» (1964) режиссёра Бориса Кимягарова и «Третья дочь» (1970) режиссёра Анвара Тураева.

## Награды
- 1989 год — заслуженная артистка Таджикской ССР
- 1998 год — народная артистка Республики Таджикистан

## Фильмография
- 1964 — Мирное время — доктор
- 1970 — Третья дочь — Отун